# Contribuição audiovisual
Em Portugal, contribuição audiovisual (CAV) (antigamente taxa de radiodifusão (TRD)) é uma taxa utilizada para financiar a rádio pública e a televisão pública, ou seja, a Rádio e Televisão de Portugal (RTP).

## História
A taxa de radiodifusão foi criada durante o Estado Novo pelo Decreto N.º 22.783 de 29 de junho de 1933 de António de Oliveira Salazar, tendo sofrido algumas alterações ao longo dos tempos.
A cobrança desta taxa é atualmente realizada pela Energias de Portugal (EDP), isto é, o seu valor adicional é incluído na fatura da eletricidade. No entanto, os consumidores de energia elétrica com consumo até 400 kWh por ano têm direito à isenção do seu pagamento.
O seu nome foi alterado para contribuição audiovisual por Cavaco Silva.
Presentemente, a sua função é a de subsidiar o deficitário serviço público de rádio e televisão.
Desde 2016, e pelo sétimo ano consecutivo, a contribuição para o audiovisual é uma taxa fixa de 3€02 (2€85 mais 6% de IVA por ser considerado um consumo) por mês, ou seja, 36€25 anuais. Em várias situações, entre as quais as dos beneficiários do Complemento Solidário para Idosos (CSI), do Rendimento Social de Inserção (RSI), do Subsídio Social de Desemprego, da Pensão Social de Invalidez, entre outras, a taxa fixa é de 1€00 (IVA incluído). Embora o Conselho de Opinião da RTP tenha recomendado a sua atualização em 2023, o Governo decidiu manter o seu valor até ao Orçamento do Estado seguinte.
A RTP recebeu de contribuição audiovisual em 2021 um total de 180.600.000€00, e em 2022 um valor estimado de 191.700.000€00.
Este imposto também existe em França, com um valor de 138€00 anuais, embora, como parte dum pacote anti-inflação, tenha sido suspenso.
Legalmente, não deveria ser uma taxa mas sim um imposto, tendo em conta a ausência de contrapartidas da parte de quem paga e que nem sempre beneficia do serviço.